# Bengt Ollén
Bengt Erik Ollén, född 17 augusti 1950 i Lidköping, Skaraborgs län, är en svensk dirigent, gitarrist och musikpedagog.
Ollén studerade vid Musikhögskolan vid Göteborgs universitet för professorerna Gösta Ohlin och Gunnar Eriksson. Till och med 2017 var Ollén dirigent och lärare i körsång vid Stockholms Musikgymnasium. Han har även varit lärare i kördirigering och ensembleledning vid Kommunala Musikinstitutet. 1993 grundade Ollén Sofia Vokalensemble i Stockholm som han fortfarande leder. Sedan början av 2000-talet är Ollén dirigent och konstnärlig ledare för Oratoriekören VOX och Södra Dalarnas kammarorkester som årligen framträder vid festivalen Musik vid Siljan. Han är även dirigent för Lunae Kammarkör som bildades 2017. Ollén är en efterfrågad workshopledare, föreläsare och jurymedlem i körtävlingar över hela världen.

## Familj
Ollén är gift och har en vuxen dotter. Han är bosatt i Stockholm.

## Utmärkelser
- 2020: Tilldelades utmärkelsen Honorary Member of the National Association of Italian Choir Directors.[4]
- 2021: Tilldelades Rosenborg Gehrmans och Föreningen Sveriges Körledares gemensamma stipendium, samt titeln Årets körledare 2021.[5]